# 石宏
石 宏（せき こう、? - 333年）は、五胡十六国時代後趙の皇族。父は石勒。

## 生涯
石勒の子として生まれた。
330年2月、石勒が趙天王を称すと、石宏は持節・散騎常侍・都督中外諸軍事・驃騎大将軍・大単于に任じられ、秦王に封じられた。その後、鄴に出鎮した。
5月、石勒は病に倒れると、中山王石虎・皇太子石弘、中常侍厳震を呼び出し、禁中に控えさせた。だが、石虎は石勒の命と偽り、石弘・厳震を始め内外の群臣や親戚を退け、さらに石宏・彭城王石堪を襄国に召還した。石勒の病状が少し回復すると、石宏がいるのを見て驚き「秦王は何故にここに来るか？王に藩鎮を任せたのは、正に今日のような日に備えるためではないか。誰かに呼ばれたのか？それとも自ら来たのか？誰かが呼んだのであれば、その者を誅殺してくれよう！」と声を挙げた。この言葉に石虎は大いに恐れ「秦王は思慕の余り、自らやってきたのです、今、送り返すところです。」と述べた。数日後、石勒が再び石宏について問うと、石虎は「詔を奉じてから既に発っており、今は既に道半ばと言った所かと思われます。」と答えたが、実際には石宏を外に駐軍させ、帰らせなかった。
333年7月、石勒が崩御すると、皇太子石弘が後を継いだが、丞相となった石虎は朝政を専断し、要職にはみな自らの側近を起用した。
334年4月、石宏は石虎の振る舞いに憤り、怨み言を吐いたが、これにより石虎に幽閉されてしまった。
11月、石虎は石弘を廃して自ら趙天王を称すと、石宏は石弘・程皇太后・南陽王石恢と共に殺害された。